# ۸۹ (قمری)
۸۹ (قمری)، هشتاد و نهمین سال در گاهشماری هجری قمری است. اول محرم این سال برابر با پنجم دسامبر سال ۷۰۷ میلادی است.